# Elecciones provinciales de Catamarca de 1951
Las elecciones generales de la provincia de Catamarca de 1951 tuvieron lugar el domingo 11 de noviembre del mencionado año con el objetivo de renovar todas las instituciones provinciales, al mismo tiempo que tenían lugar las elecciones presidenciales y legislativas a nivel nacional. Se debía elegir, en fórmula única, al Gobernador y al Vicegobernador, así como los 24 escaños de la Cámara de Diputados y los 12 senadores provinciales, que compondrían los poderes ejecutivo y legislativo de la provincia para el período 1952-1956. Al igual que en el resto del país, fue la primera elección catamarqueña en la que se empleó el sufragio universal de hombres y mujeres.
Triunfó arrolladoramente el candidato del oficialista Partido Peronista (PP), Armando Casas Nóblega, con el 76,81% de los votos contra el 21,51% de Ramón Edgardo Acuña, de la Unión Cívica Radical (UCR), y el 1,68% de Felipe E. Ponferrada, del Partido Demócrata Nacional (PDN). En el plano legislativo el peronismo logró 18 de las 24 bancas contra 6 del radicalismo, y obtuvo todos los 12 escaños del Senado. La participación fue del 84.70% del electorado registrado. Los cargos electos asumieron el 4 de junio de 1952.
Casas Nóblega no pudo completar el mandato constitucional debido a que la provincia fue intervenida con el golpe de Estado de septiembre de 1955.

## Resultados

### Gobernador y Vicegobernador
|  | 76,81 % |

|  | 21,51 % |

|  | 1,68 % |

|  | 99,00 % |

|  | 1,00 % |

|  | 0,00 % |

|  | 100 % |

### Cámara de Diputados
|  | 76,56 % |

|  | 21,52 % |

|  | 1,92 % |

|  | 99,00 % |

|  | 1,00 % |

|  | 0,00 % |

|  | 100 % |

### Cámara de Senadores
|  | 76,55 % |

|  | 21,63 % |

|  | 1,83 % |

|  | 99,00 % |

|  | 1,00 % |

|  | 0,00 % |

|  | 100 % |